# Does It Offend You, Yeah?
O Does It Offend You, Yeah? é uma banda britânica de música eletrônica/rock. Além de shows ao vivo, o DIOYY também remixou vários artistas como Bloc Party, The Faint, The White Stripes, entre outros. A banda lançou seu primeiro disco, You Have No Idea What You're Getting Yourself Into em 2008.

## História
A banda foi formada em 2006, em Reading, Reino Unido, por James Rushent e Dan Coop, aos quais logo juntaram-se Rob Bloomfield e Morgan Quaintance.

## Discografia

### Álbuns
- You Have No Idea What You're Getting Yourself Into (2008)
- Yeah - Don’t Say We Didn’t Warn You (2011)

### EPs
- Live @ The Fez (2008)
- iTunes Live: London Festival '08 (2008)
- iTunes - Live at Lollapalooza 2008: Does It Offend You, Yeah? EP

### Singles
- "Weird Science"
- "Let's Make Out"
- "We Are Rockstars"
- "Epic Last Song"
- "Dawn of the Dead"

### Remixes
- Bloc Party - "The Prayer"
- The Raconteurs - "Steady, As She Goes"
- Muse - "Map of the Problematique"
- The White Stripes - "Fell in Love with a Girl"
- Hadouken! - "Crank It Up"
- The Faint - "The Geeks Were Right"
- Air Traffic- "Charlotte"
- Muse - "Uprising"

### Cover
- Devo - "Whip It"